# Tephrosia gorgonea
Tephrosia gorgonea là một loài thực vật có hoa trong họ Đậu. Loài này được Cout. miêu tả khoa học đầu tiên.